# Nikolay Karakulov
Nikolay Karakulov (en russe : Николай Захарович Каракулов, Nikolaï Zakharovitch Karakoulov), né le 10 avril 1918 à Nikolskoïe, dans l'actuelle oblast de Perm et mort le 10 mars 1988, est un athlète soviétique de nationalité russe spécialiste du sprint. 

## Biographie
Nikolay Karakulov remporte son premier titre de champion national à 25 ans, mais la guerre interrompt sa carrière. Après celle-ci, il remportera deux titres européens, en 1946 sur 200 mètres et en 1950 avec le relais 4 × 100 mètres.
Il reçoit l'ordre du Drapeau rouge du Travail.
Il est enterré au cimetière Mitinskoe à Moscou.

### Palmarès
| Date | Compétition           | Lieu      | Résultat | Épreuve    | Performance |
| ---- | --------------------- | --------- | -------- | ---------- | ----------- |
| 1946 | Championnats d'Europe | Oslo      | 1er      | 200 mètres | 21 s 6      |
| 1950 | Championnats d'Europe | Bruxelles | 1er      | 4 × 100 m  | 41 s 5      |

### Records
| Épreuve    | Performance | Lieu | Date |
| ---------- | ----------- | ---- | ---- |
| 100 mètres | 10 s 4      |      | 1946 |
| 200 mètres | 21 s 6      |      | 1946 |